# Witold Wincenty Staniszkis

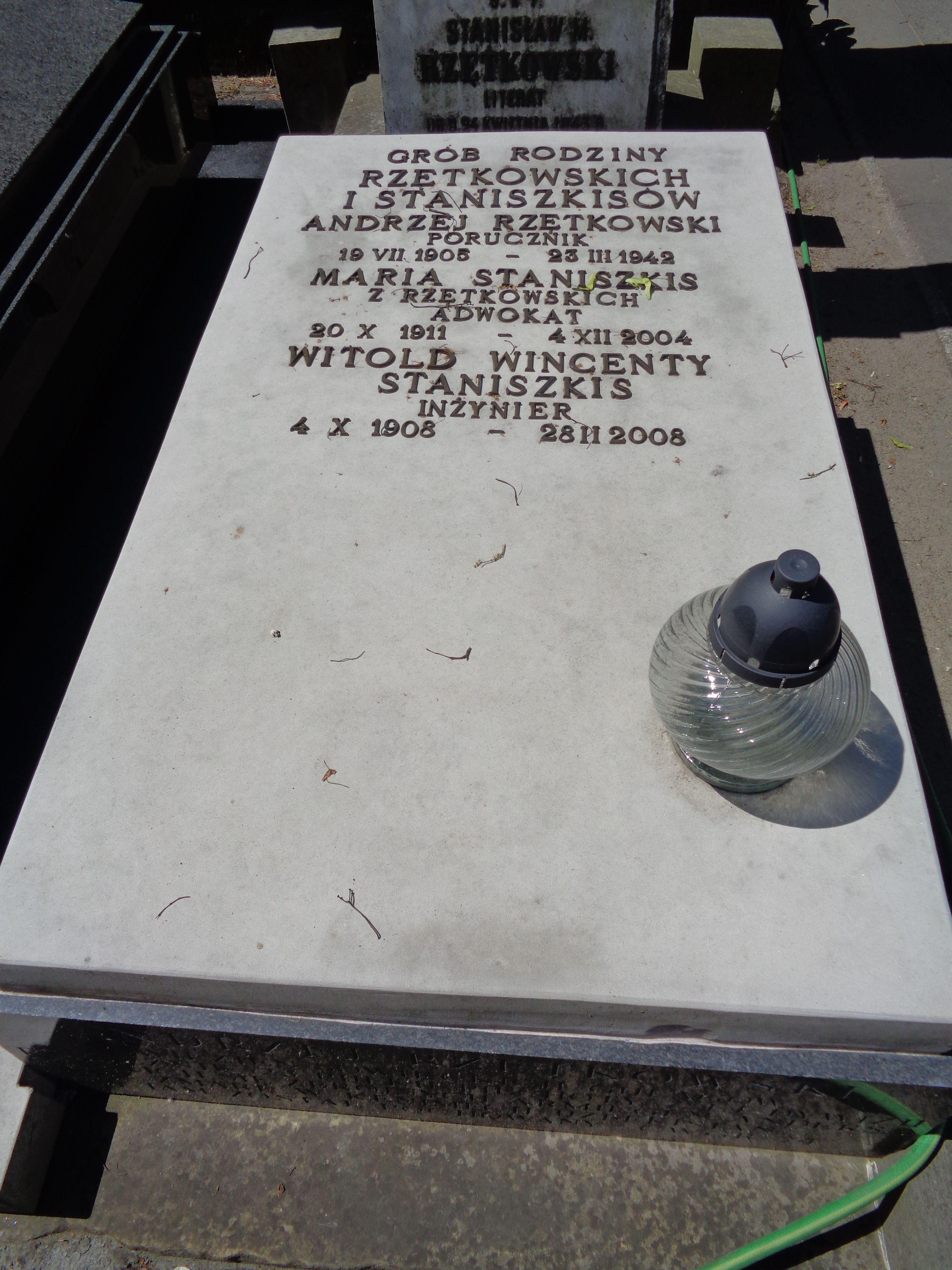
Grób Witolda Wincentego i Marii Staniszkisów na cmentarzu Powązkowskim

Witold Wincenty Staniszkis (ur. 4 października 1908 w Krakowie, zm. 28 lutego 2008 w Warszawie) – polski inżynier hydrotechnik, pracownik naukowy, działacz Obozu Wielkiej Polski i Ruchu Narodowo-Radykalnego „Falanga”, więzień polityczny w okresie stalinowskim.

## Życiorys
Był synem Witolda Teofila Staniszkisa i Wandy z domu Piotrowskiej.
Ukończył Państwowe Gimnazjum im. Stefana Batorego w Warszawie (matura 1927) i Politechnikę Warszawską (Wydział Budownictwa Lądowego i Wodnego, 1936). Jako pracę dyplomową zaprojektował trybunę dla toru wyścigów konnych na Służewcu w Warszawie i kierował jej budową. Pracował też przy wznoszeniu Gdyni.

### Działalność polityczna
Przed II wojną światową był członkiem Związku Akademickiego Młodzież Wszechpolska, Oddziału Akademickiego Obozu Wielkiej Polski (którym kierował do 1933), Ruchu Narodowo-Radykalnego „Falanga” jako zastępca Bolesława Piaseckiego (od 1935). Kierował też Wydziałem Pracy RNR. W marcu 1939 został wydawcą miesięcznika „Wielka Polska”, redagowanego przez Wojciecha Wasiutyńskiego i Stanisława Cimoszyńskiego. Brał udział w kampanii wrześniowej. W czasie okupacji niemieckiej był członkiem Konfederacji Narodu, pracował jako robotnik leśny.

### Działalność powojenna
W 1945 wyjechał z rodziną do Gdańska, gdzie został jednym z założycieli Biura Odbudowy Portów, zostając naczelnikiem Kierownictwa Robót w Gdańsku. Zajmował się odbudową portu w Gdańsku oraz planami odbudowy portu w Szczecinie.
W 1948 został aresztowany i więziony przez kilka lat za przedwojenną przynależność do ONR. Po wyjściu na wolność powrócił do Warszawy, gdzie uzyskał stopień doktora nauk ekonomicznych. Był m.in. docentem w Instytucie Organizacji Przemysłu Maszynowego „Orgmasz” i wykładowcą na Politechnice Białostockiej.
Po 1989 zaangażował się w odbudowę ruchu narodowego. Został członkiem Stronnictwa Narodowo-Demokratycznego. W 1992 na zjeździe SN-D został wiceprzewodniczącym Rady Politycznej. Był nim do 1999. Po zjednoczeniu SN-D ze Stronnictwem Narodowym w 1999 wycofał się z życia politycznego.
Został pochowany 7 marca 2008 na cmentarzu Powązkowskim w Warszawie (kwatera 11-3-1). Był ojcem Jadwigi Staniszkis i Witolda Kazimierza Staniszkisa.